# Carlos Rodríguez (Fußballspieler, 1934)
Carlos Rodríguez (* 1934 in Bogotá; † 13. Oktober 2017 in New York City, Vereinigte Staaten) war ein kolumbianischer Fußballspieler. Der Abwehrspieler gewann mit Santa Fe drei Meisterschaften.

## Karriere
Carlos Rodríguez begann seine Karriere 1956 bei Santa Fe und blieb dem Verein bis zu seinem Karriereende 1966 treu. In dieser Zeit gewann er die Meisterschaften 1958, 1960 und 1966. Mit 366 Einsätzen gehört er zu den Spielern mit den meisten Einsätzen für Santa Fe. Nur Alfonso Cañón (520) und Agustín Julio (378) bestritten mehr Spiele für den Klub aus Bogotá.

## Erfolge
Santa Fe
- Kolumbianischer Meister: 1958,  1960, 1966